# الأطعمة الخاصة بصحة أسنان الكلاب

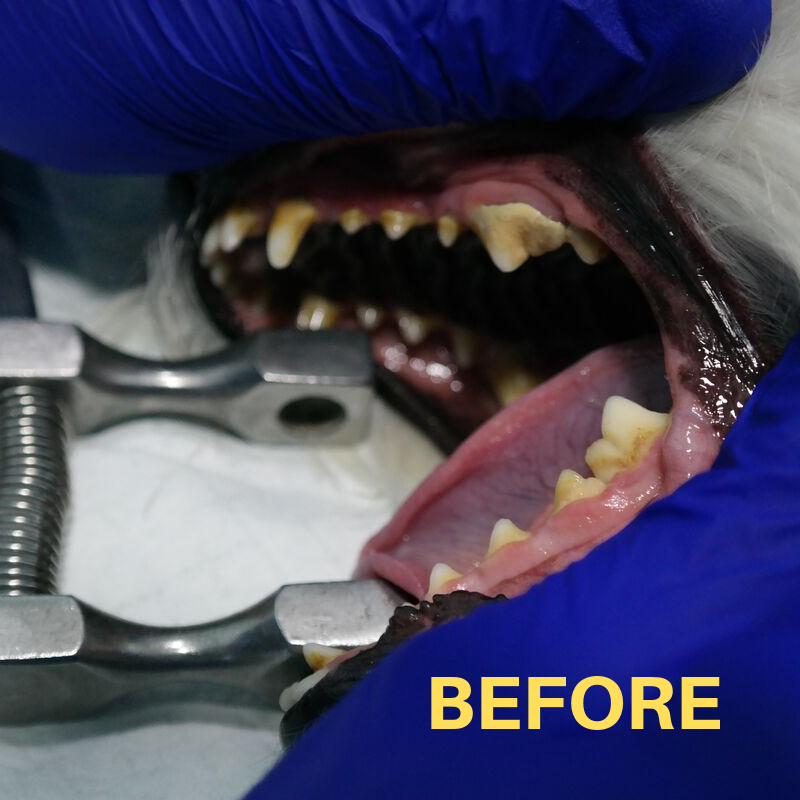
كلب قبل عملية تنظيف الأسنان و يظهر تراكم جيري معتدل

أمراض اللثة والمعروفة أيضًا باسم أمراض الفم هي واحدة من أكثر الأمراض شيوعًا في الكلاب والقطط. وهو ناتج عن تراكم العديد من البكتيريا اللاهوائية في الفم والتي تشكل طبقة البلاك، وفي النهاية تصلب في الجير على الأسنان على طول خط اللثة، وترتبط بتطور التهاب اللثة. نظرًا لأن السلالات الصغيرة والمقزمة لها فك أصغر بكثير ولكنها تحتوي على نفس العدد من الأسنان، فإن الازدحام يسمح بتراكم البكتيريا بشكل أكبر ويزيد من خطر الإصابة بأمراض اللثة.
على الرغم من أن التنظيف اليومي بالفرشاة يوفر أفضل إجراء وقائي، فإن إطعام نظام غذائي للأسنان أو استخدام مضاغات الأسنان للكلاب هو نهج فعال يمكن لمالكي الحيوانات الأليفة اتباعه للمساعدة في منع تراكم البلاك والجير والسيطرة عليه لتجنب عواقب أمراض اللثة الشديدة. تأخذ حمية الأسنان في الاعتبار العديد من جوانب صحة الفم مثل الالتهاب وصحة العظام والخصائص الفيزيائية والكيميائية للطعام عند صياغته. قد تسعى بعض الأنظمة الغذائية و / أو العضاضات و / أو غيرها من المنتجات الفموية إلى الحصول على موافقة مجلس صحة الفم البيطري (VOHC) للتحقق من صحة ادعاءات منتجاتها.

## صحة العظام
تلعب الأسنان دورًا حيويًا في بقاء الحيوان؛ يتم استخدامها للأكل، تنظيف نفسها والدفاع.
يتكون كل سن من تاج فوق خط اللثة ومغطى بالمينا، وجذور تثبت السن بالعظم السنخي. تحت المينا، توجد ألياف كولاجين وهيدروكسيباتيت غير عضوي، والتي تشكل معًا العاج. هيدروكسيباتيت هو شكل تخزين الكالسيوم الموجود في العظام.
يتم الاحتفاظ بتركيز الكالسيوم في الدم ضمن نطاق ضيق. إذا كان هناك نقص، فسيتم نقل الكالسيوم من العظام لتعويض الاختلالات.
نسبة الكالسيوم إلى الفوسفور ضرورية لصحة العظام والأسنان. إذا كان هناك فوسفور زائد في النظام الغذائي ، يمكن أن يؤدي إلى ارتشافه من العظام وتقليل العظم السنخي كما هو موضح في دراسات هنريكسون عندما تم تغذية الكلاب بنظام غذائي منخفض الكالسيوم وعالي الفوسفور.
يلعب فيتامين د أيضًا دورًا رئيسيًا في امتصاص الكالسيوم وصحة العظام لأنه يساعد في الحفاظ على توازن الكالسيوم والتمثيل الغذائي للعظام. النقص يؤثر سلبا على أجزاء من الأسنان بما في ذلك اللثة ، الأربطة اللثة والعظم السنخي، مما أدى إلى تدهور الأسنان والفك.
وفقًا لتوصيات جمعية مسؤولي مراقبة الأعلاف الأمريكية (AAFCO) بناءً على محتوى المادة الجافة، فإن الحد الأقصى من الكالسيوم في النظام الغذائي هو 1.8% ومحتوى الفوسفور في النظام الغذائي لا يمكن أن يتجاوز 1.6%. تضمن هذه التوصيات أن تكون نسبة الكالسيوم إلى الفوسفور 1: 1، أو بحد أقصى 2: 1. تنص AAFCO أيضًا على أن الحد الأقصى من فيتامين د في نظام غذائي للكلاب لا يمكن أن يتجاوز 3000 وحدة دولية / كجم.

## الالتهابات
أحد الأهداف الرئيسية لطعام الأسنان للكلاب والقطط هو تقليل تراكم البلاك والتهاب اللثة. يمكن أن يتعرض التجويف الفموي للكلاب والقطط لمجموعة متنوعة من البكتيريا والطفيليات والفيروسات من بيئتهم، وليس من المستغرب أن تحفز هذه التفاعلات الالتهابية في اللثة. يؤدي تراكم هذه البكتيريا، جنبًا إلى جنب مع السكريات المتعددة خارج الخلية والبروتينات السكرية اللعابية، إلى تكوين البلاك. يسبب تراكم البكتيريا في طبقات الجير التهاب اللثة ويحفز بشكل غير مباشر تنشيط جهاز المناعة للحيوان المضيف. يمكن أن يتطور التهاب اللثة الحاد في الكلاب إلى أمراض اللثة حيث تبدأ أنسجة اللثة في التدهور، وإذا تركت دون علاج، يمكن أن تؤدي إلى فقدان الأسنان. أظهرت الدراسات أيضًا أن أمراض اللثة يمكن أن تؤثر سلبًا على الصحة العامة مما يؤثر على صحة الكلب، وبالتالي تظهر أهمية الوقاية من أمراض اللثة. قد يكون استخدام نظام غذائي للأسنان مفيدًا في الرعاية الوقائية فيما يتعلق بأمراض اللثة. لا تحاول وجبات الأسنان الغذائية محاربة تراكم البلاك ميكانيكيا فحسب، بل تحاول أيضًا تقليل تراكم اللويحات كيميائيًا. تضاف مركبات كيميائية مثل العناصر المضادة للميكروبات إلى بعض وجبات الأسنان لاستهداف الفم بشكل مباشر من أجل منع التهاب اللثة.

## المركبات الكيميائية في اعلاف الحيوانات
يمكن أن يؤدي تكوين البلاك المفرط إلى التهاب شديد في اللثة مما قد يؤدي إلى فقدان الأسنان هذه الترسبات قادرة أيضًا على التمعدن على الأسنان، مما ينتج عنه تراكم فوسفات الكالسيوم المتبلور المعروف باسم الجير. تحتوي المكونات مثل عديد الفوسفات وأملاح الزنك والكلورهيكسيدين على خصائص فعالة للمساعدة في منع أو تقليل تكوين البلاك والجير. هذه المركبات قادرة على العمل على الفم بالكامل بما في ذلك بين الأسنان وعلى طول الطريق حتى خط اللثة، ولا تقتصر على منطقة سطح التلامس فقط.
تشكل متعدد الفوسفات مجموعة متنوعة من المركبات التي لها تأثيرات مفيدة على صحة الفم، وأكثرها فعالية هي سداسي ميتافوسفات، وثلاثي الفوسفات، والبيروفوسفات، ويمكن إرفاقها بمعدن قلوي أو معدن قلوي أو أمونيوم أو ملح. على سبيل المثال، يمكن لثلاثي الفوسفات الصوديوم الالتصاق مباشرة بالمينا وكذلك الأجزاء المعدنية من الأسنان حيث يأخذ مواقع الربط للكالسيوم لربطه، ويتفاعل مع الكالسيوم المرتبط بالفعل بالمينا، لمنعه شكل بلورات. يمكن أيضًا ربط الكالسيوم المختلط في اللعاب بمركبات ثلاثي فوسفات الصوديوم وبالتالي منع تكوين البلورات. يعتبر ترايبوليفوسفات الصوديوم مفيدًا أيضًا في منع البقع، ويمكن أن يتحلل في الجهاز الهضمي ويوفر مصدرًا للفوسفور ويسمح بتوفر الكالسيوم غير المودع لعملية التمثيل الغذائي للجسم بالكامل.
تلعب مركبات الزنك، وبشكل أكثر تحديدًا أسكوربات الزنك، دورًا في منع تراكم البلاك بسبب النشاط المضاد للميكروبات. تمنع أملاح الزنك نمو البكتيريا عن طريق الارتباط بالكبريت للتحكم في تكوين البلاك، وكذلك تقليل الروائح الكريهة عن طريق الفم. ومع ذلك، فقد تم إجراء الأبحاث على القطط فقط، لذلك قد لا تنطبق نفس الأدلة بشكل مباشر على الكلاب.
الكلورهيكسيدين هو مثال آخر على عامل مضاد للميكروبات غير محدد. يعمل عن طريق تعطيل الترسب البكتيري وتكوين طبقة البلاك على الأسنان، مما يساعد في تقليل التهاب اللثة. يمكن أن يقلل الكلورهيكسيدين أيضًا من كمية البلاك الموجود مسبقًا. يوجد الكلورهيكسيدين عمومًا في منتجات مثل مضغات الأسنان أو غسول الفم وقد لا يكون مناسبًا للاستخدام في نظام غذائي طويل الأمد لأن الاستخدام المطول قد يؤدي إلى تلون الأسنان واللسان وتغيير طعم الطعام.
قد تساعد مكونات النظام الغذائي هذه في منع تراكم الترسبات، وبالتالي تقليل الحالة الالتهابية العامة لأمراض اللثة في الكلاب.

## الخصائص الفيزيائية للطعام
الخصائص الفيزيائية لطعام الخاص بالأسنان مهمة للغاية لأنها تساهم في التنظيف الميكانيكي لسطح السن. يجب أن تكون حبة الطعام كبيرة وكثيفة جدًا لتعزيز المضغ، حيث إن قضاء المزيد من الوقت في المضغ سيساعد في تقليل تراكم البلاك والترسبات الاخرى. عندما يتم مضغ الطعام الجاف، تحتك القطع المكسورة بسطح السن وتزيل تراكمات البكتيريا التي تشكل الجير ولترسبات. تُضاف المكونات التي تحتوي على كمية كافية من الكربوهيدرات وغنية بالألياف غير القابلة للذوبان (حوالي 10% عادةً)، مثل ألياف الصويا أو ألياف نخالة القمح أو ألياف السليلوز، لزيادة كثافة الطعام الصلب لضمان عدم تكسرها بسهولة يعزز نسيجًا مناسبًا لكشط السن. ستؤدي زيادة القطر أيضًا إلى تقليل تراكم البلاك بشكل كبير مقارنة بأطعمة الكلاب التقليدية لأنها ستتطلب المزيد من المضغ بواسطة الأضراس. لن يكون للطعام الصلب التقليدي نفس التأثيرات على صحة الفم حيث ثبت أن الزيادة في الألياف والقطر هي التي توفر تلك الفوائد في النظام الغذائي. العيب هو أن التنظيف الميكانيكي أكثر فائدة للأضراس مقارنة بالقواطع والأنياب. تُستخدم القواطع والأنياب عادةً للإمساك والتمزيق، في حين تُستخدم الأضراس للسحق والمضغ، لذا فإن معظم ملامسة الطعام الصلب يكون في مؤخرة الفم. تعمل الخصائص الفيزيائية والعوامل الكيميائية للطعام معًا بتبطيئ تراكم الترسبات، وكلاهما لهما نفس القدر من الأهمية لتنظيف أسنان الكلب.

## مجلس صحة الفم البيطري
يتم تشغيل مجلس صحة الفم البيطري (VOHC) من قبل كلية طب الأسنان البيطرية الأمريكية ويوفر ختم قبول للوجبات الغذائية والمعالجات والمضغ والإضافات المائية والتركيبات والمنتجات الأخرى المصممة خصيصًا لصحة الأسنان. يجب أن يكون لديهم دليل سريري للتخفيف من آثار أمراض اللثة وفقًا لمعاييرهم وبروتوكولاتهم للادعاءات المزعومة للتحكم في البلاك و / أو الجير.
لا يتم إجراء التجارب بواسطة VOHC نفسها، ولكن بواسطة الشركات المتقدمة للحصول على الختم ويجب أن تتبع بروتوكولات وإرشادات صارمة لتقليل الخطأ والتحيز بين التجارب. التجارب خاصة أيضًا بالادعاءات المتعلقة بالجير أو البلاك. وختم صحة الفم البيطري معترف به من جمعيات طب الأسنان البيطرية في جميع أنحاء العالم.